# Butte Clagett
La butte Clagett (en anglais : Clagett Butte) est une butte située dans le parc national de Yellowstone, dans le comté de Park au Wyoming aux États-Unis. Elle culmine à une altitude de 2 452 m. Elle se trouve à 3 km à l'ouest de Mammoth Hot Springs entre le ruisseau Clematis Creek et le sentier Snow Pass, ce dernier passant à environ 0,5 km au sud.

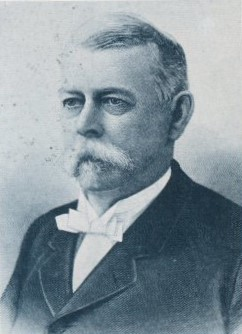
William H. Clagett qui a donné son nom à la butte Clagett.

La butte Clagett a été nommée ainsi en 1926 par le photographe du parc Jack Ellis Haynes et le directeur du parc Horace M. Albright en l'honneur de William H. Clagett (en), délégué territorial du Montana ayant présenté le projet de loi Act of Dedication au Congrès pour créer le parc national de Yellowstone. Avant 1926, la butte a porté plusieurs noms différents. En 1885, le guide du parc G. L. Henderson l'appela Temple Mountain, qui fut utilisé pendant de nombreuses années. En 1887, les membres de l'étude géologique d'Arnold Hague la nomment Sentinel Butte puis Signal Butte en 1897, mais aucun de ces noms ne devint officiel.